# Relações exteriores da Tchéquia
As relações exteriores da Tchéquia, ou Chéquia, seguiam até 1989, ainda sob o nome Tchecoslováquia, àquelas da União Soviética. Desde a independência, os tchecos fizeram da integração com instituições ocidentais seu grande objetivo na política externa.

## Participação em organizações internacionais
A Tchéquia participa das Nações Unidas (ONU); Organização Mundial do Comércio (OMC); Fundo Monetário Internacional (FMI); Organização para a Cooperação e Desenvolvimento Económico (OCDE); Agência Internacional de Energia (AIE); Organização do Tratado do Atlântico Norte (OTAN/NATO) e Comissão Baleeira Internacional.
Fundamental a este objetivo é o status de membro na União Europeia. A Tchéquia se tornou um membro da UE em maio de 2004. Seguinte a isto foi a assinatura do Tratado de Acessão com nove outras nações candidatas em 1993. Apesar de terem havido desacordos com países-membros já estabelecidos da UE quanto a assuntos econômicos, como quotas agrícolas e uma emenda recente à lei de jogo, as relações têm sido boas.
A Tchéquia é membro das Nações Unidas e participa em suas agências especializadas. É membro do GATT. Mantém relações diplomáticas com mais de 85 países, dos quais 63 possuem representação permanente em Praga. A Tchéquia se tornou membro da OTAN, junto com Polônia e Hungria, em 12 de março de 1999. Esta participação representa um marco na política externa e orientação de segurança do país.